# حركة أصوات الرجال
إن أصوات الرجال هي حركة نشأت في منطقة وادي فوكس في شمال شرق ولاية ويسكونسن لإنهاء العنف المنزلي ضد المرأة. وقد تشكلت المجموعة من رجال المنطقة لاتخاذ موقف ضد إيذاء المرأة ومعاملتها بعنف. في 12 يناير 2010، قامت المجموعة بحملة في الحدث الأولي الذي حضره أكثر من 400 رجل من الرجال المحليين. وتنتشر رسالتها من خلال المحاكاة وفرص التعليم في مكان العمل والتدريب في حلقات دراسية ومناقشات الفيديو وأحداث المنطقة والعديد من الطرق الأخرى.
تعمل الحركة كشريك لأربع هيئات في وادي فوكس: خدمات كرستين آن ضد العنف المنزلي وبرامج هاربور هاوس ضد العنف المنزلي وخدمات الحصول على الإرشاد ومركز أزمات الاعتداء الجنسي. وحّدت الهيئات الأربع الجهود الرامية إلى التوصيل الفعال للحقيقة حول عنف الرجال ضد المرأة. وابتكر بن أثرتون-زيمان الأداء الكوميدي الذي يقوم به رجل واحد والذي كان مصدر إلهام للمجموعة. وقد أدى هذا الأداء محليًا لأكثر من 600 طالب وحوالي 130 شخصًا آخرين في المجتمع. وبعد الكثير من النجاح لأدائه وحدث غير ناجح يُسمى "قمة الرجال"، تشكلت مجموعة أصوات الرجال في وادي فوكس للحفاظ على الجهود الرامية لإنهاء العنف المستمر ضد المرأة.”
بيان رسالة المجموعة هو "أصوات الرجال هي مجموعة من رجال وادي فوكس مخصصة لإنهاء العنف في مجتمعنا ومنع الاعتداء على الفتيات والنساء من خلال التعليم وتشكيل الأدوار وتوجيه الفتيان والرجال.” وتتمثل فلسفة هذه المجموعة في منع العنف والاعتداء من خلال المشاركة في إيجاد الحل وليس خلق المشكلة. وتهدف المجموعة إلى الوصول إلى السبب الجذري من خلال تثقيف الناس بشأن العنف ضد المرأة.

## وصلات خارجية
- Voices of Men